# 스타슈프군

시비엥토크시스키에주 지도에 표시된 스타슈프군의 위치

스타슈프군(폴란드어: powiat staszowski)은 폴란드 시비엥토크시스키에주에 위치한 군으로 군청 소재지는 스타슈프이며 면적은 924.80km2, 인구는 67,331명(2019년 기준), 인구 밀도는 73명/km2이다.
북동쪽으로는 오파투프군, 동쪽으로는 산도미에시군, 포트카르파츠키에주 타르노브제크군, 남쪽으로는 포트카르파츠키에주 미엘레츠군, 마워폴스카주 동브로바군, 서쪽으로는 부스코군, 북서쪽으로는 키엘체군과 접한다. 8개 지방 자치체(3개 도시형 농촌, 5개 농촌)를 관할한다.

군기
군 문장